# Godahoppsuddens orden

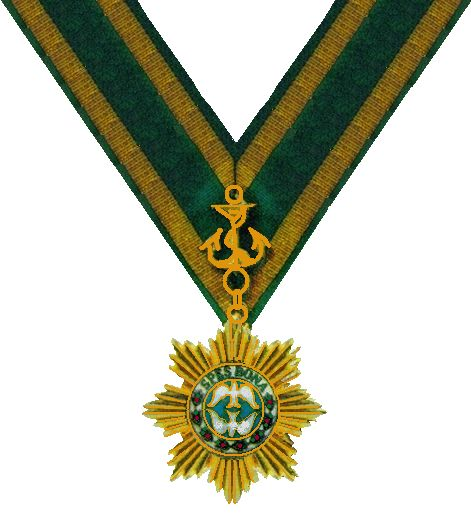
Godahoppsuddens orden.

Godahoppsuddens orden (engelska: Order of Good Hope) är en sydafrikansk orden i fem klasser instiftad 1973 och avskaffad 2002.

## Historia
Orden instiftades 1973 av den republikanska regeringen i Sydafrika för att utmärka dem som har främjat internationella relationer med Sydafrika. Den avskaffades 2002. President Nelson Mandela reformerade orden. Den sydafrikanska regeringen såg orden som en kvarleva från apartheid, framför allt på grund av att dess ordenstecken ansågs alltför europeiska (strålarna, färgerna, ankaret) och det latinska mottot. Bland annat kostade ordenstecknet regeringen kring 11 000 rand. I dess ställe skapades Order of the Companions of O. R. Tambo av Oliver Tambo.

## Klasser
Tilldelades utländska medborgare (och, från 1980 till 1988, även till sydafrikaner), för att främja internationella relationer med den alltmer isolerade apartheidstaten. Orden var ursprungligen indelad i fem klasser:
- Storkedja - för statschefer endast.
- Storkors - för regeringschefer, ministrar, domare, ordföranden i lagstiftande församlingar, statssekreterare, ambassadörer, överbefälhavare, och andra.
- Storofficer - för lagstiftare, sändebud, högre officerare och andra.
- Kommendör - för chargés d'affaires, generalkonsuler, överstar och andra.
- Officer - för konsuler, lägre rang militärer och andra.

Orden omorganiserades 1988:
- Storkors - för utmärkt förtjänstfullhet (statschefer och i speciella fall regeringschefer).
- Storofficer - för enastående förtjänstfullhet (regeringschefer, ministrar, domare, ordföranden i lagstiftande församlingar, statssekreterare, ambassadörer, överbefälhavare och andra).
- Kommendör - för exceptionellt förtjänstfullhet (lagstiftare, sändebud, högre officerare och andra).
- Officer - för förtjänstfull tjänst (chargés d'affaires, generalkonsuler, överstar och andra).
- Medlem - för exceptionell service (konsuler, lägre rang militärer och andra).